# Quest for Glory III: Wages of War
Quest for Glory III: Wages of War è un'avventura grafica/videogioco di ruolo sviluppata da Lori Ann Cole e pubblicato dalla Sierra On-Line nel 1992. Quest for Glory III: Wages of War è stato sviluppato per i sistemi MS-DOS, Amiga e Mac OS e fa parte della serie Quest for Glory.
A differenza di molte avventure grafiche, in Quest for Glory è possibile selezionare e sviluppare un tipo di personaggio: guerriero, mago o ladro. A seconda di questa scelta, alcuni enigmi andranno risolti in maniera differente: il guerriero userà la forza bruta, il mago userà la magia e il ladro un sotterfugio. È possibile anche importare un personaggio da Trial by Fire.

## Trama
Il protagonista arriva in una terra simile all'Africa, con deserti, giungle e savane. Viene accolto in una città popolata da una razza di leoni umanoidi, dei guerrieri molto fieri e con un alto senso dell'onore. Subito viene messo al corrente del fatto che fuori città il mondo è diventato pericoloso, per via dei mostri rettiloidi che si avvicinano sempre di più ad essa. Prima di poter andare in missione, il ragazzo deve presentarsi dalla sacerdotessa del tempio per sottoporsi al Giudizio: un oracolo giudicherà le sue qualità morali e gli darà degli indizi sul suo futuro. Per presentarsi dalla sacerdotessa, bisogna procurarsi alcuni regali, alcuni dei quali andranno recuperati da un villaggio di leoni poco distante dalla città.
Superato il Giudizio, il ragazzo viene mandato nella giungla, con il compito di cercare il villaggio degli uomini-leopardo e chieder loro un'alleanza. Non è un compito facile, poiché i leoni hanno in antipatia i leopardi, che usano la magia invece di combattere corpo a corpo. Inoltre, i dinosauri e i serpenti giganti hanno infestato anche la giungla, rendendo il viaggio particolarmente pericoloso. Solo con l'aiuto delle scimmie riusciremo a trovare il villaggio, che è ben nascosto. Lì il ragazzo farà amicizia con una giovane donna-leopardo, che lo aiuterà ad affrontare il mago che è la causa dei loro guai, lo stesso dell'episodio precedente.

## Caratteristiche di gioco
Il gioco presenta tre modalità diverse: la classica punta-e-clicca, l'esplorazione e il combattimento.
Nella modalità classica, si interagise con oggetti e personaggi, come in tutti i giochi di questo genere. In più si possono fare degli allenamenti per migliorare le statistiche del personaggio (come allenarsi nel combattimento o camminare sulle funi) e giocare a mancala per accumulare soldi, necessari per comprare cibo, pozioni curative e oggetti utili a proseguire nel gioco.
Nella modalità di esplorazione, vediamo una mappa con la nostra posizione; cliccando su un punto qualsiasi, il nostro personaggio viaggia in quella direzione, facendo scorrere il tempo. È importante la differenza tra notte e giorno, perché di notte i mostri sono più numerosi e più forti. Si può anche decidere di accamparsi per la notte, sperando di non essere aggrediti durante il sonno. Se si incontra un mostro, il gioco passa alla visuale classica, in cui si può tentare di lanciare coltelli o magie al nemico.
Se il nemico si avvicina troppo, si passa alla modalità di combattimento: vengono rappresentati i due contendenti faccia a faccia, senza possibilità di movimento, e con dei tasti si lanciano gli attacchi e si parano i colpi, il tutto in tempo reale.